# Combinado nórdico nos Jogos Olímpicos de Inverno de 1994
O combinado nórdico nos Jogos Olímpicos de Inverno de 1994 consistiu de dois eventos realizados no Birkebeineren Skistadion em Lillehammer, na Noruega.

## Medalhistas
Masculino
| Evento              | Ouro                                              | Prata                                                              | Bronze                                                    |
| ------------------- | ------------------------------------------------- | ------------------------------------------------------------------ | --------------------------------------------------------- |
| Individual detalhes | Fred Børre Lundberg NOR Noruega                   | Takanori Kono JPN Japão                                            | Bjarte Engen Vik NOR Noruega                              |
| Equipes detalhes    | Takanori Kono Masashi Abe Kenji Ogiwara JPN Japão | Knut Tore Apeland Bjarte Engen Vik Fred Børre Lundberg NOR Noruega | Hippolyt Kempf Jean-Yves Cuendet Andreas Schaad SUI Suíça |

## Quadro de medalhas
| Ordem | País        | Medalha de ouro | Medalha de prata | Medalha de bronze |   |
| ----- | ----------- | --------------- | ---------------- | ----------------- | - |
| 1     | NOR Noruega | 1               | 1                | 1                 | 3 |
| 2     | JPN Japão   | 1               | 1                |                   | 2 |
| 3     | SUI Suíça   |                 |                  | 1                 | 1 |
| TOTAL | TOTAL       | 2               | 2                | 2                 | 6 |